# 작은저녁쥐
작은저녁쥐(Calomys laucha)는 비단털쥐과에 속하는 남아메리카 설치류이다. 아르헨티나와 볼리비아, 브라질, 파라과이, 우루과이에서 발견된다. 한타바이러스 폐증후군을 일으키는 한타바이러스의 숙주 중의 하나이다.